# Пол Резяну
Пол Резяну (рум. Paul Rezeanu; нар. 9 листопада 1937 в місті Бряза, повіту Прахова, Румунія — пом. 1 березня 2021 в Бухаресті, Румунія) — румунський історик мистецтва та критик, експерт із сучасного мистецтва та професор румунського університету. Найбільше відомий дослідженнями життя і творчості румунського скульптора, який творив у Франції Константіна Бранкузі.

## Життєпис
В 1964 році закінчив історичний факультет Бухарестського університету. Там же 1976 року захистив дисертацію «Образотворче мистецтво в Олтенії (1821—1944)» і здобув ступінь доктора філософії з історії зі спеціалізацією з історії мистецтва. У 1970 році почав роботу як науковий співробітник III сектору історії мистецтва Румунської академії, відділення у Крайові, того ж року був призначений і працював до виходу на пенсію у 2004 році директором Художнього музею Крайови, потім працював науковим співробітником цього музею (2004–2009). Його перебування на Теологічному факультеті в Крайові включало роль викладача (1994-1998), а згодом університетського професора (1998-2008), де він викладав курси «Історія мистецтва» та «Історія та духовність Візантії».

## Внесок у мистецтвознавство
З 1982 року Резяну був членом Союзу художників Румунії, секції історії та критики. Він був експертом з румунського сучасного мистецтва, членом ICOM — ЮНЕСКО, Париж.
Паул Резяну має понад тисячу опублікованих праць, з яких понад сто двадцять — у фахових журналах. Він також редагував понад тридцять книг з історії та теорії мистецтва, зокрема монографій, присвячених культурним явищам в Олтенії. Крім того, він випустив сорок брошур для виставок із Франції, США, Німеччині, Італії, Великобританії, Іспанії та інших країн, які відбувалися в Крайові. Є автором «Історії образотворчого мистецтва в Олтенії — 1800—2000», яка витримала декілька видань.

## Книги
Від 1971 по 2019 Резяну опублікував понад 30 книг з історії та мистецтвознавства, серед яких:
- Пластика в Олтенії (1821—1944), видавництво «Scrisul românesc», (1980);
- Путівник по художньому музею Крайова (п'ять видань у Meridiane, «Arc 2000»);
- Костянтин Лекка, (монографія, Меридіан, 1988, «Аркада», 2005);
- Eustațiu Stoenescu, (монографія, Meridiane, 1985, «Arc 2000», 1998);
- Художник Стойка Думітреску (монографія, Meridiane, 1990);
- Крайова. Вивчення та дослідження історії та мистецтвознавства, («Геліос», 1999);
- Бранкузі в Крайові, («Арка 2000», 2001);
- Художники з Крайови, («Арка 2000», 2003);
- Крайова. Спогади про місто, («Альма», 2007);
- Маловідомі скульптори, («Альма», 2007);
- Карикатурист Н. С. Петреску — Găină, (монографія, «Alma», 2008);
- Маловідомі художники, («Альма», 2009);
- Історія пластичних мистецтв Олтенії, («Альма», т. І, 2010, т. ІІ, 2013);
- Brâncusi. Наш батько, (монографія, «Автограф», 2012);
- Brâncusi. Останній дак, («Автограф», 2014);
- Brâncuși. The Man and His Artwork. Catalogue raisonné of the sculptures (Monitorul Oficial R.A., 2019).

## Наукові статті
Опублікував понад 120 наукових статей у журналах та спеціалізованих виданнях, серед яких:
- Historica, (Видавництво Румунської академії, Бухарест, 1969—1971);
- Дослідження та дослідження історії мистецтва (Видавництво Румунської академії, Бухарест, 1969, 1974, 1975);
- Журнал Museum, (Бухарест, 1970—2004);
- Архітектура, (Бухарест, 1981, 1982, 1983);
- Peuce, (Тулча, 1977);
- Олтенія. Навчання та комунікації, (Крайова, 1986, 1988, 1989, 1997);
- Мистецтво та сучасні сторінки, (Орадя, 1996);
- Колоквіум з історії та історії мистецтва (Національний музей Котрочень, 1996, 2001);
- Venezieni e Romani, (Венеція, 2003);
- Дослідження — Університет Бабеш-Бойяї (Клуж-Напока, 1997);
- Brâncusi. Der Hahn, (Мюнхен, 2009);
- Historia, (Бухарест, 2004—2010);
- Історичний магазин, (2007—2015) та ін.

## Інші публікації
Опублікував понад 40 каталогів художніх виставок, понад 300 хронік художніх виставок і презентацій художників, понад 1000 статей у різних журналах і газетах, на радіо та телебаченні.

## Куратор
Він організував і координував відомий цикл конференцій «Через великі музеї та міста світу» (1978—1990), конференції про великих румунських та іноземних митців.
Виступав із вступним словом на виставках, відкритих у Художньому музеї в Крайові (1970—2005), на відкриттях персональних чи групових виставок образотворчих митців, відкритих у залах Осередку УАП у Крайові (1967—2015) тощо.

## Відзнаки
- Орден «За заслуги в культурі»;[4]
- Лауреат Румунської академії за монографію «Костянтин Лекка» (2007);[6]
- Лауреат премії Pro-Victoria Arte Фонду Марселя Гуґуяну (1998);[4]
- Почесний громадянин Крайови (2012).[4]